# St. Michael (Lauterhofen)

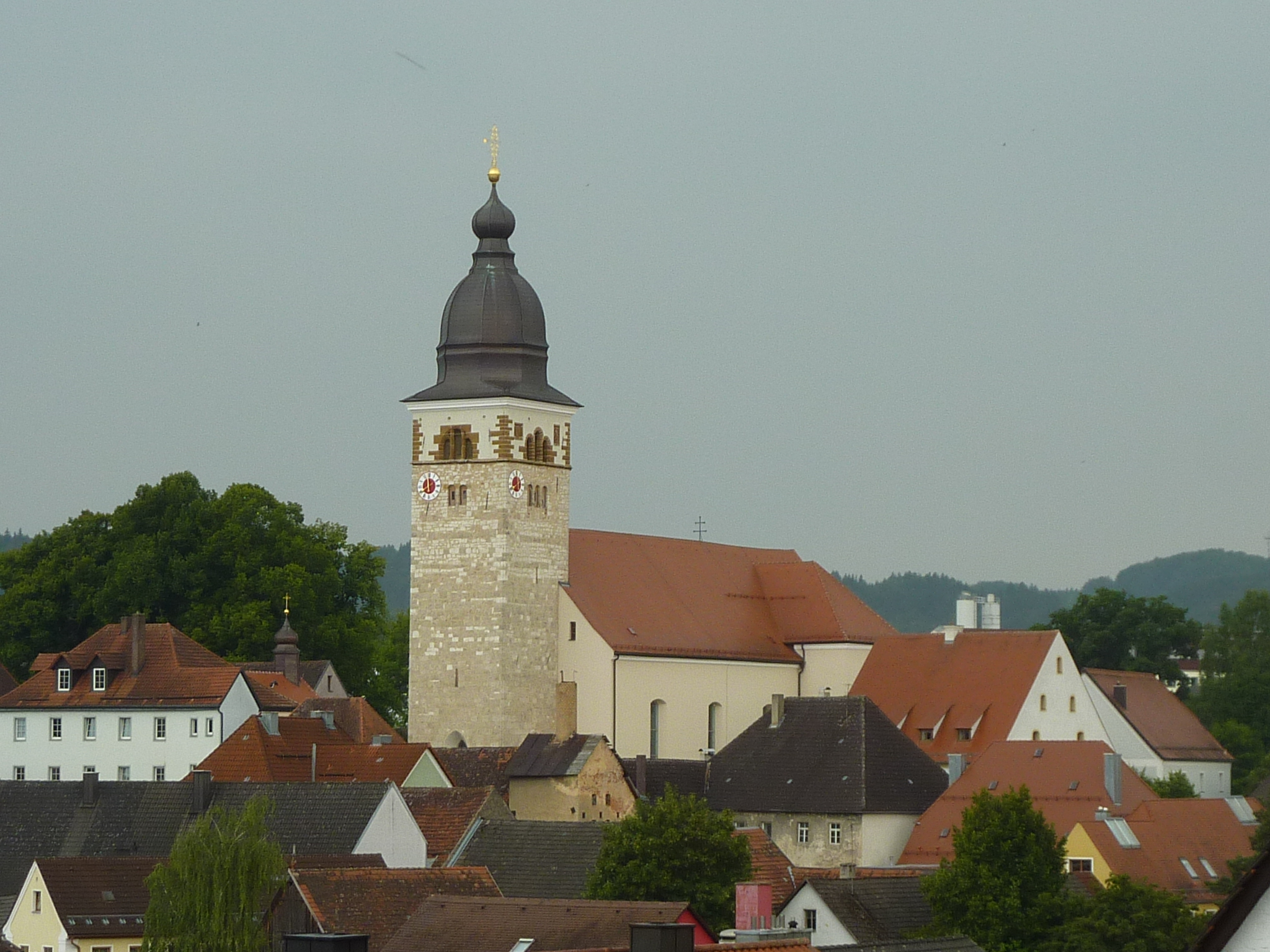
St. Michael (Lauterhofen)

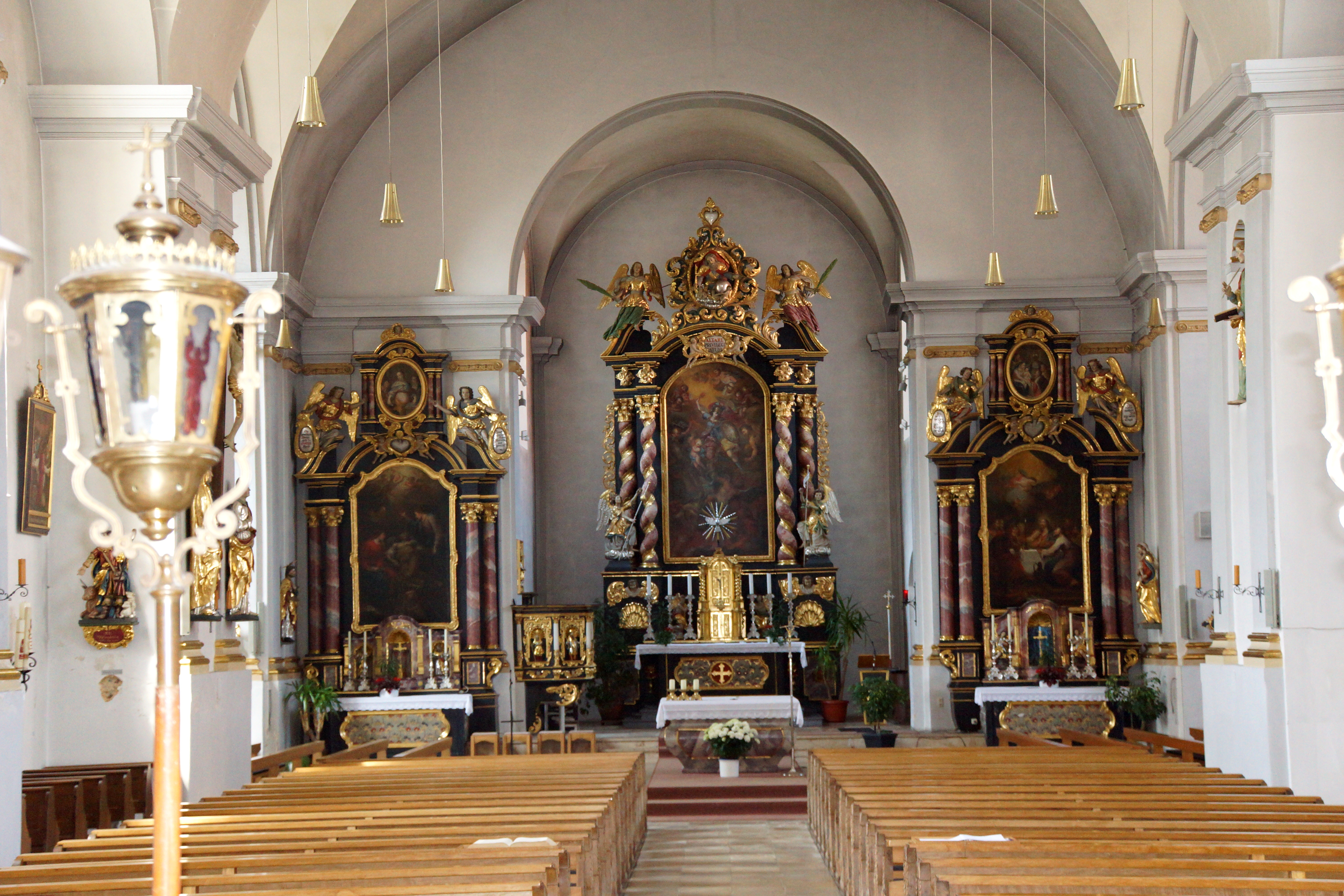
Altarraum

Die römisch-katholische Pfarrkirche St. Michael steht in Lauterhofen, einem Markt im Landkreis Neumarkt in der Oberpfalz. Die Pfarrei gehört zum Dekanat Habsberg im Bistum Eichstätt. Das Bauwerk ist unter der Denkmalnummer D-3-73-140-7 als Baudenkmal in die Bayerische Denkmalliste eingetragen.

## Beschreibung
Die Wandpfeilerkirche wurde 1699 bis 1701 unter Einbeziehung des romanischen, aus Quadermauerwerk bestehenden Kirchturms des Vorgängerbaus im Osten des Langhauses errichtet. Die Glockenhaube wurde dem Kirchturm 1748 aufgesetzt. Das Langhaus wurde 1919 im Westen mit einem Querschiff versehen, verlängert und ein eingezogener, querrechteckiger Chor angefügt.
Der Innenraum ist mit einem Stichkappengewölbe überspannt. Zur Kirchenausstattung gehört ein Hochaltar, auf dessen Altarretabel ein Höllensturz dargestellt ist. In den Nischen zwischen den Wandpfeilern stehen u. a. hölzerne Statuen der Apostel, eine Kreuzigungsgruppe und eine Pietà. Die 1727 gebaute Orgel wurde 1789 durch eine Orgel von Johann Konrad Funtsch ersetzt. Die heutige Orgel hat Manfred Thonius 1997 gebaut.